# The French Lieutenant's Woman (película de 1981)
The French Lieutenant's Woman (La mujer del teniente francés en España, Perú, Panamá; La amante del teniente francés en Argentina, México, Uruguay) es una película romántica de drama británica de 1981. Se basa en la novela homónima de John Fowles de 1969, siendo dirigida por Karel Reisz y adaptada por Harold Pinter. La película está protagonizada por Meryl Streep y Jeremy Irons; además, cuenta con la participación de Hilton McRae, Jean Faulds,  Peter Vaughan, Colin Jeavons, Liz Smith, Patience Collier, Richard Griffiths, David Warner, Alun Armstrong, Penelope Wilton y Leo McKern. La historia es un entrelazamiento de dos historias románticas protagonizadas por Streep y Irons. 
La película se estrenó en los cines el 18 de septiembre de 1981, recaudando poco más de un millón de libras esterlinas en el Reino Unido, lo que la convirtió en el segundo estreno con mayor recaudación en ese año en el territorio británico. Además, la película fue candidata a cinco Premios Óscar entre los que destacó la nominación a mejor actriz para Meryl Streep y la de mejor guion adaptado para Pinter. 

## Sinopsis
La película intercala las historias de dos aventuras amorosas. La primera transcurre dentro de una obra dramática de la época victoriana que involucra a un paleontólogo noble, Charles Smithson, y a la compleja y afligida Sarah Woodruff, conocida como «la mujer del teniente francés», porque años atrás tuvo una relación amorosa con un oficial francés que luego la abandonó. La otra aventura amorosa es la que occure entre los actores Mike y Anna, quienes interpretan los papeles principales en una filmación moderna de la historia de Smithson y Woodruff. En ambos segmentos, Jeremy Irons y Meryl Streep interpretan los papeles principales.
La novela original de John Fowles tiene múltiples finales y las dos historias paralelas de la película tienen resultados diferentes. En la historia victoriana, en la Inglaterra de 1867 Charles entabla una relación intensamente emocional con Sarah, una enigmática mujer en exilio voluntario a la que conoce justo después de comprometerse con Ernestina (Lynsey Baxter), la hija de un rico comerciante en Lyme Regis. Charles y Sarah se encuentran en secreto en el acantilado de Lyme Regis y con el tiempo tienen relaciones sexuales en un hotel de Exeter.
Esto lleva a Charles a romper su compromiso, pero luego Sarah desaparece. Cayendo en desgracia social tras recibir una demanda por parte de Ernestina por incumplimiento de promesa, Charles busca a Sarah, temiendo que se haya convertido en prostituta en Londres. Después de tres años, Sarah, que trabaja como institutriz en Lake District, se pone en contacto con Charles para explicarle que necesitaba tiempo para encontrarse a sí misma. A pesar del enojo inicial de Charles, la perdona y se reconcilian. Finalmente se los ve en un bote en Windermere.
En la historia moderna, se muestra que la actriz estadounidense Anna y el actor inglés Mike, ambos casados, tuvieron una larga aventura amorosa durante el rodaje de la película victoriana, en la que Anna interpreta a Sarah y Mike interpreta a Charles. Cuando concluye la filmación, Mike desea continuar la relación, pero Anna se vuelve cada vez más apática hacia la aventura y evita a Mike para pasar tiempo con su marido francés. Durante la fiesta de clausura del rodaje de la película, Anna se marcha sin despedirse de Mike. Mike llama a Anna, usando el nombre de su personaje, Sarah, desde una ventana del piso de arriba del set en el que Charles y Sarah se reconciliaron, mientras Anna se aleja.

## Nominaciones y premios

### Premios de la Academia
| Edición | Categoría                 | Nominado                   | Resultado |
| ------- | ------------------------- | -------------------------- | --------- |
| 1982    | Mejor actriz              | Meryl Streep               | Nominada  |
| 1982    | Mejor dirección de arte   | Assheton Gorton, Ann Mollo | Nominados |
| 1982    | Mejor diseño de vestuario | Tom Rand                   | Nominado  |
| 1982    | Mejor montaje             | John Bloom                 | Nominado  |
| 1982    | Mejor guion adaptado      | Harold Pinter              | Nominado  |

### Premios BAFTA
| Edición | Categoría                                      | Nominado                            | Resultado |
| ------- | ---------------------------------------------- | ----------------------------------- | --------- |
| 1982    | Mejor película                                 | Mejor película                      | Nominada  |
| 1982    | Mejor música original (Premio Anthony Asquith) | Carl Davis                          | Ganador   |
| 1982    | Mejor actor                                    | Jeremy Irons                        | Nominado  |
| 1982    | Mejor actriz                                   | Meryl Streep                        | Ganadora  |
| 1982    | Mejor fotografía                               | Freddie Francis                     | Nominado  |
| 1982    | Mejor diseño de vestuario                      | Tom Rand                            | Nominado  |
| 1982    | Mejor director                                 | Karel Reisz                         | Nominado  |
| 1982    | Mejor montaje                                  | John Bloom                          | Nominado  |
| 1982    | Mejor diseño de producción                     | Assheton Gorton                     | Nominado  |
| 1982    | Mejor guion adaptado                           | Harold Pinter                       | Nominado  |
| 1982    | Mejor sonido                                   | Don Sharp, Ivan Sharrock, Bill Rowe | Ganadores |

### Globos de Oro
| Edición | Categoría                | Nominado                 | Resultado |
| ------- | ------------------------ | ------------------------ | --------- |
| 1982    | Mejor película dramática | Mejor película dramática | Nominada  |
| 1982    | Mejor actriz dramática   | Meryl Streep             | Ganadora  |
| 1982    | Mejor guion              | Harold Pinter            | Nominado  |

### Otros premios
- Evening Standard British Film Award: Mejor película: Karel Reisz
- Premio David de Donatello: Mejor película extranjera: Harold Pinter
- Los Angeles Film Critics Association Awards: Mejor actriz para Meryl Streep